# Il prezzo della vita (film)
Il prezzo della vita (Picture Bride) è un film del 1994 diretto da Kayo Hatta.

## Trama
Riyo è una ragazzina di 16 anni che conosce il suo futuro marito attraverso delle fotografie, ma quando lo incontra è diverso, più vecchio delle fotografie che aveva ricevuto. Alla fine lo amerà.